# Angelo Cijntje
Ryangelo Angelo Cijntje (Willemstad, 9 november 1980) is een voormalig Nederlands profvoetballer die als verdediger speelde. Hij kwam lang uit voor SC Veendam in de eerste divisie, waarvan hij de laatste aanvoerder was.
In het seizoen 2013/14 speelde hij voor FC Groningen, waar hij zijn professionele voetbalcarrière afsloot. Op amateurbasis ging hij vervolgens aan de slag bij ACV Assen waar hij na twee seizoen in de zomer van 2016 vertrok. Sinds het seizoen 2016/2017 speelde Cijntje drie seizoenen voor VV Veendam 1894.
Cijntje is meermaals uitgekomen in het Nederlands-Antilliaans voetbalelftal: omdat hij op Curaçao is geboren, had Cijntje het recht om uit te komen voor dit land. In 2011 werd hij opgeroepen voor het Curaçaos voetbalelftal. Voor Curaçao speelde Cijntje zes interlands. In een WK-kwalificatiewedstrijd (6–1 overwinning) tegen de Amerikaanse Maagdeneilanden maakte hij in november 2011 zijn enige interlanddoelpunt.

## Clubstatistieken
| Seizoen | Club          | Duels | Goals | Competitie     |
| ------- | ------------- | ----- | ----- | -------------- |
| 2000/01 | sc Heerenveen | 0     | 0     | Eredivisie     |
| 2001    | KuPS Kuopio   | 32    | 1     | Veikkausliiga  |
| 2001/02 | sc Heerenveen | 0     | 0     | Eredivisie     |
| 2002/03 | SC Veendam    | 32    | 0     | Eerste divisie |
| 2003/04 | SC Veendam    | 36    | 1     | Eerste divisie |
| 2004/05 | SC Veendam    | 16    | 1     | Eerste divisie |
| 2005/06 | SC Veendam    | 32    | 0     | Eerste divisie |
| 2006/07 | SC Veendam    | 36    | 0     | Eerste divisie |
| 2007/08 | SC Veendam    | 28    | 1     | Eerste divisie |
| 2008/09 | SC Veendam    | 34    | 0     | Eerste divisie |
| 2009/10 | SC Veendam    | 34    | 0     | Eerste divisie |
| 2010/11 | SC Veendam    | 32    | 2     | Eerste divisie |
| 2011/12 | SC Veendam    | 16    | 0     | Eerste divisie |
| 2012/13 | SC Veendam    | 15    | 1     | Eerste divisie |
| 2013/14 | FC Groningen  | 1     | 0     | Eredivisie     |
| Totaal  | Totaal        | 342   | 7     | —              |